# Bäckström (TV-serie)
Bäckström är en svensk kriminalserie med premiär på C More den 23 mars 2020 och på TV4 den 7 april 2020. Serien bygger på Leif G.W. Perssons böcker om kommissarien med samma namn.

## Handling
Bäckström handlar om den välkända mordutredaren Evert Bäckström. Hans uppklaringsandel av de fall som han tagit sig an ligger på 99 procent. På en öde ö ute i skärgården hittas en dödskalle med skotthål i. Detta är upprinnelsen till betydligt svårare fall än vad Bäckström kunnat tänka sig.

## Rollista (i urval)
- Kjell Bergqvist – Evert Bäckström
- Elvis Stegmar – Edvin
- Jens Hultén – Tomas Eriksson
- Johan Widerberg – Haqvin Furuhjelm
- Filip Berg – Kristian Olsson
- Malgorzata Pieczynska – Nadja Högberg
- Pekka Strang – Toivonen
- Linus Wahlgren – Daniel Johnson
- Agnes Lindström Bolmgren – Annika ”Ankan” Carlsson
- Sandra Yi Sencindiver – Jaidee Johnson
- Peshang Rad – Adam Olzzon
- Anders Mossling – G Gurra
- Sten Ljunggren – Sven-Erik Johanson
- Livia Millhagen – Hanna Hwass
- Helen Sjöholm – Tina Bonde
- Rolf Lydahl – Peter Niemi
- Hanna Ullerstam – Anna
- Malin Morgan – Sara Johnson
- Jerker Fahlström – Vaktmästare Sund
- Johan Kylén – Gerhard
- Lisa Lindgren – Programledare Spaning
- Victoria Dyrstad – Clara Nord
- Staffan Göthe – Erik Hwass
- Lars G. Wik – Nudeln Servin

## Produktion
Serien producerades av Yellowbird för C More och TV4 i samproduktion med Film i Väst och ARD Degeto. Banijay Rights distribuerar serien utomlands.

### Säsong 1
Säsongens huvudregissör är Jonathan Sjöberg med Amanda Adolfsson som medregissör. Jonathan Sjöberg är även huvudförfattare medan Dennis Magnusson skrivit två av seriens avsnitt. Georgie Mathew är producent.
Första säsongen består av sex avsnitt, bygger på böckerna Kan man dö två gånger? från 2016 och delar av romanen Den som dödar draken från 2008 och spelades in i Göteborg.

### Säsong 2
Säsongens huvudregissör är Andreas Öhman. Jonathan Sjöberg och Dennis Magnusson är huvudförfattare och Georgie Mathew och Cecilia Forsberg är producenter. Säsongen spelades in i Västergötland och Stockholm och bygger på boken Den sanna historien om Pinocchios näsa från 2013. Säsongen består av 6 avsnitt.
Säsongen hade premiär den 28 februari 2022 på C More och den 8 mars 2022 premiär på TV4.

### Säsong 3
Säsongens huvudregissör är Jonathan Sjöberg och David Berron. Jonathan Sjöberg och Dennis Magnusson är huvudförfattare och Daniel Gylling är producenter. Säsongen bygger på boken Linda – som i Lindamordet från 2005.
Säsongen hade premiär 24 april 2024.